# Pierre-Antoine
Pierre-Antoine est un prénom composé formé de Pierre et de Antoine.
Étymologie : Pierre provient du grec petros qui signifie : « pierre », « rocher », et Antoine provient de anthonomos qui signifie : « qui se nourrit de fleurs ». Se fête le 29 juin ou 17 janvier.
C'est le 4e prénom composé masculin le plus répandu en France après Jean-Baptiste, Pierre-Louis et  Marc-Antoine.